# Ley del Té
La Ley del Té (del inglés: Tea Act) fue una ley promulgada por el Parlamento del Reino de Gran Bretaña en mayo de 1773 que permitía a la Compañía Británica de las Indias Orientales vender su té en las Trece Colonias de América del Norte sin pagar impuestos.
La ley se promulgó para tratar de relanzar a la Compañía, que se encontraba en una grave crisis, otorgándole un lugar monopolista en el comercio británico.
Como consecuencia, se inició un boicot al té británico por parte de los colonos de las Trece Colonias, que culminó con el Motín del té de Boston.